# Visitazione (El Greco)
La Visitazione è un dipinto del pittore cretese El Greco realizzato circa nel 1610-1614 e conservato nel Dumbarton Oaks di Washington negli Stati Uniti d'America.

## Descrizione e stile
Isabel d'Oballe fondò la cappella che porta il suo nome dalla chiesa di San Vincenzo di Toledo. El Greco fu incaricato di realizzare "una storia della visita di santa Elisabetta perché è il nome della fondatrice, per la quale si deve fissare un cerchio adornato con la sua cornice come a Illescas". Fu completato nel 1613.
La Vergine Maria e sua cugina Santa Elisabetta sono di fronte a una porta manierista. A destra annuncia la sorte dei suoi figli: Gesù crocifisso e San Giovanni Battista ucciso. 
La pennellata è molto forte, secondo il canone tradizionale della pittura veneta, mentre i toni fanno di quest'opera un insieme di sublime delicatezza. 